# عتبة بن أبي وقاص
عُتْبَةُ بنُ أَبي وَقَّاص بن وُهَيب القرشي الزهري هو والد هاشم بن عتبة، وأخو سعد بن أبي وقاص.
اختلف في صحبته، ورمى عتبة رسول الله يوم أحد بالحجارة فكسر رباعيته وجرح شفته. قيل بأنه: مات بالمدينة في حياة النبي، وقال ابن حجر العسقلاني: «وفي الجملة ليس في شيء من الآثار ما يدلُّ على إسلامه؛ بل فيها ما يصرح بموته على الكفر كما ترى؛ فلا معنى لإيراده في الصحابة».